# Interval creïble

Esquema anterior, versemblança i posterior. El diagrama mostra la relació entre distribució anterior, versemblant i posterior.

En l'estadística bayesiana, un interval creïble és un interval dins del qual cau un valor de paràmetre no observat amb una probabilitat particular. És un interval en el domini d'una distribució de probabilitat posterior o una distribució predictiva. La generalització a problemes multivariants és la regió creïble.
Els intervals creïbles són anàlegs als intervals de confiança i a les regions de confiança en les estadístiques freqüentistes, encara que difereixen sobre una base filosòfica: Els intervals bayesians tracten els seus límits com a fixos i el paràmetre estimat com una variable aleatòria, mentre que els intervals de confiança freqüentistes tracten els seus límits. límits com a variables aleatòries i el paràmetre com a valor fix. A més, els intervals creïbles bayesians utilitzen (i, de fet, requereixen) el coneixement de la distribució prèvia específica de la situació, mentre que els intervals de confiança freqüentistes no ho fan.
Per exemple, en un experiment que determina la distribució de possibles valors del paràmetre {\displaystyle \mu }, si la probabilitat subjectiva que {\displaystyle \mu } es troba entre 35 i 45 és 0,95, doncs {\displaystyle 35\leq \mu \leq 45} és un interval creïble del 95%.
Per un valor de fix {\displaystyle \gamma \in (0,1)} és un {\displaystyle \gamma \cdot 100\,\%} -Interval de credibilitat per {\displaystyle \vartheta } al nivell de credibilitat {\displaystyle \gamma } (també a {\displaystyle \gamma } -Interval de creença) per dos nombres reals {\displaystyle t_{l}} i {\displaystyle t_{u}} cal complir:
{\displaystyle \int _{t_{l}}^{t_{u}}f(\vartheta \mid x)\,\mathrm {d} \vartheta =\gamma }

Aquí {\displaystyle f(\vartheta \mid x)} representa la distribució posterior. La manera més senzilla de construir un interval de credibilitat és {\displaystyle t_{l}} que {\displaystyle (1-\gamma )/2} - quantil i {\displaystyle t_{u}} que {\displaystyle (1+\gamma )/2} -Seleccionar quantil de la distribució posterior. Per calcular aquests intervals de credibilitat, cal calcular els quantils de la distribució posterior.